# 8-я дивизия подводных лодок
8-я дивизия подводных лодок (сокращённо: 8-я ДиПЛ) — соединение подводных сил Тихоокеанского флота, существовавшее в 1970—1992 годах. Первая дивизия атомных подводных ракетоносцев СССР на Тихоокеанском флоте.

## История соединения
В октябре 1970 года в составе 15-й эскадры ПЛ Камчатской военной флотилии была сформирована 8-я дивизия ПЛ ТОФ. При формировании в состав дивизии были переданы ПЛАРБ К-178 и К-55 проекта 658М из состава 10-й ДиПЛ, продолжавшие службу до середины 1980-х. Основным вооружением 8-й ДиПЛ были РПКСН проекта 667А, построенные на заводе имени Ленинского Комсомола в Комсомольске-на-Амуре.
23 октября 1973 года вошла в состав формирующейся 2-й флотилии подводных лодок ВМФ СССР с базированием в бухте Крашенинникова, г. Вилючинск (Камчатка).
В начале 1970-х годов 8-я дивизия была основой морской компоненты стратегических ядерных сил на Тихоокеанском флоте. К 1974 году пять кораблей проекта 667А были переданы в состав формирующейся 25-й дивизии подводных лодок, к концу 1970-х эти корабли были получены обратно в связи с перевооружением 25-й ДиПЛ более совершенными РПКСН проектов 667Б и 667БДР.
В 1985-1986 годах 8-я дивизия получила 5 подводных лодок, переоборудованных по проекту 675МК с крылатыми ракетами П-500. В 1988 году они были переданы в сформированную 42-ю дивизию.
В 1992 8-я дивизия ПЛ ТОФ расформирована, остававшаяся в строю подводная лодка К-430 была передана 25-й дивизии подводных лодок и использовалась для научных запусков.
| Наименование | Проект                   | Предыдущая служба        | Период в строю       | Дальнейшая служба |
| ------------ | ------------------------ | ------------------------ | -------------------- | --- |
| К-178        | ПЛАРБ проекта 658М       | Переданы из 10-й ДиПЛ    | 1970-1985            | Передана 26-й ДиПЛ |
| К-55         | ПЛАРБ проекта 658М       | Переданы из 10-й ДиПЛ    | 1970-1990            | Исключены из боевого состава                                                                                            |
| К-399        | РПКСН проекта 677А/667АУ | Переданы из 10-й ДиПЛ    | 1970-1990            | Исключены из боевого состава                                                                                            |
| К-408        | РПКСН проекта 677А/667АУ | Передана из 19-й ДиПЛ СФ | 1971—1988            | Исключены из боевого состава                                                                                            |
| К-415        | РПКСН проекта 677А/667АУ | Передана из 31-й ДиПЛ СФ | 1972—1988            | Переданы 21-й ДиПЛ |
| К-434        | РПКСН проекта 677А/667АУ | Построены (ЗЛК)          | 1971—1976            | Переданы 21-й ДиПЛ |
| К-236        | РПКСН проекта 677А/667АУ | Построены (ЗЛК)          | 1971—1990            | Исключены из боевого состава                                                                                            |
| К-389        | РПКСН проекта 677А/667АУ | Построены (ЗЛК)          | 1971—1988            | Исключены из боевого состава                                                                                            |
| К-252        | РПКСН проекта 677А/667АУ | Построены (ЗЛК)          | 1972—1973, 1979—1989 | Переданы в 25-ю ДиПЛ при её формировании. Позднее переданы обратно и служили, пока не были исключены из боевого состава |
| К-258        | РПКСН проекта 677А/667АУ | Построены (ЗЛК)          | 1972—1973, 1980—1990 | Переданы в 25-ю ДиПЛ при её формировании. Позднее переданы обратно и служили, пока не были исключены из боевого состава |
| К-446        | РПКСН проекта 677А/667АУ | Построены (ЗЛК)          | 1972—1973, 1979—1992 | Переданы в 25-ю ДиПЛ при её формировании. Позднее переданы обратно и служили, пока не были исключены из боевого состава |
| К-451        | РПКСН проекта 677А/667АУ | Построены (ЗЛК)          | 1973—1974, 1976—1991 | Переданы в 25-ю ДиПЛ при её формировании. Позднее переданы обратно и служили, пока не были исключены из боевого состава |
| К-436        | РПКСН проекта 677А/667АУ | Построены (ЗЛК)          | 1973—1974, 1979—1984 | Передана 25-й Дипл, затем 21-й ДиПЛ                                                                                     |
| К-430        | РПКСН проекта 677А/667АУ | Передана из 25-й ДиПЛ    | 1976—1991            | Передана 25-й ДиПЛ |
| К-144        | ПЛАРК проекта 675МК      | Переданы из 10-й ДиПЛ    | 1985—1989            | Переданы 42-й ДиПЛ |
| К-57         | ПЛАРК проекта 675МК      | Переданы из 10-й ДиПЛ    | 1985—1989            | Переданы 42-й ДиПЛ |
| К-175        | ПЛАРК проекта 675МК      | Переданы из 10-й ДиПЛ    | 1985—1989            | Переданы 42-й ДиПЛ |
| К-94         | ПЛАРК проекта 675МК      | Переданы из 10-й ДиПЛ    | 1985—1991            | Переданы 42-й ДиПЛ |
| К-184        | ПЛАРК проекта 675МК      | Переданы из 10-й ДиПЛ    | 1986—1989            | Переданы 42-й ДиПЛ |

## Командиры
- 1970—1974: контр-адмирал Громов, Борис Иванович;
- 1974—1975: капитан 1-го ранга, контр-адмирал Лазарев Юрий Сергеевич;
- 1975—1979: контр-адмирал Иванов Николай Тарасович;
- 1979—1983: капитан 1-го ранга, контр-адмирал Приходько, Борис Фёдорович;
- 1983—1987: контр-адмирал Лапшин Евгений Николаевич;
- 1987—1991: контр-адмирал Кудряшов Константин Иванович.

Начальники штаба
- 1970—1976: Дружинин Владислав Леонидович;
- 1976—1979: Приходько, Борис Фёдорович;
- 1979—1980: Казаков Александр Иванович;
- 1980—1983: Рогунов Валерий Александрович;
- 1985—1987: Кудряшов Константин Иванович;
- 1987—1991: Гончар Владимир Иванович.